# Stefano Landi

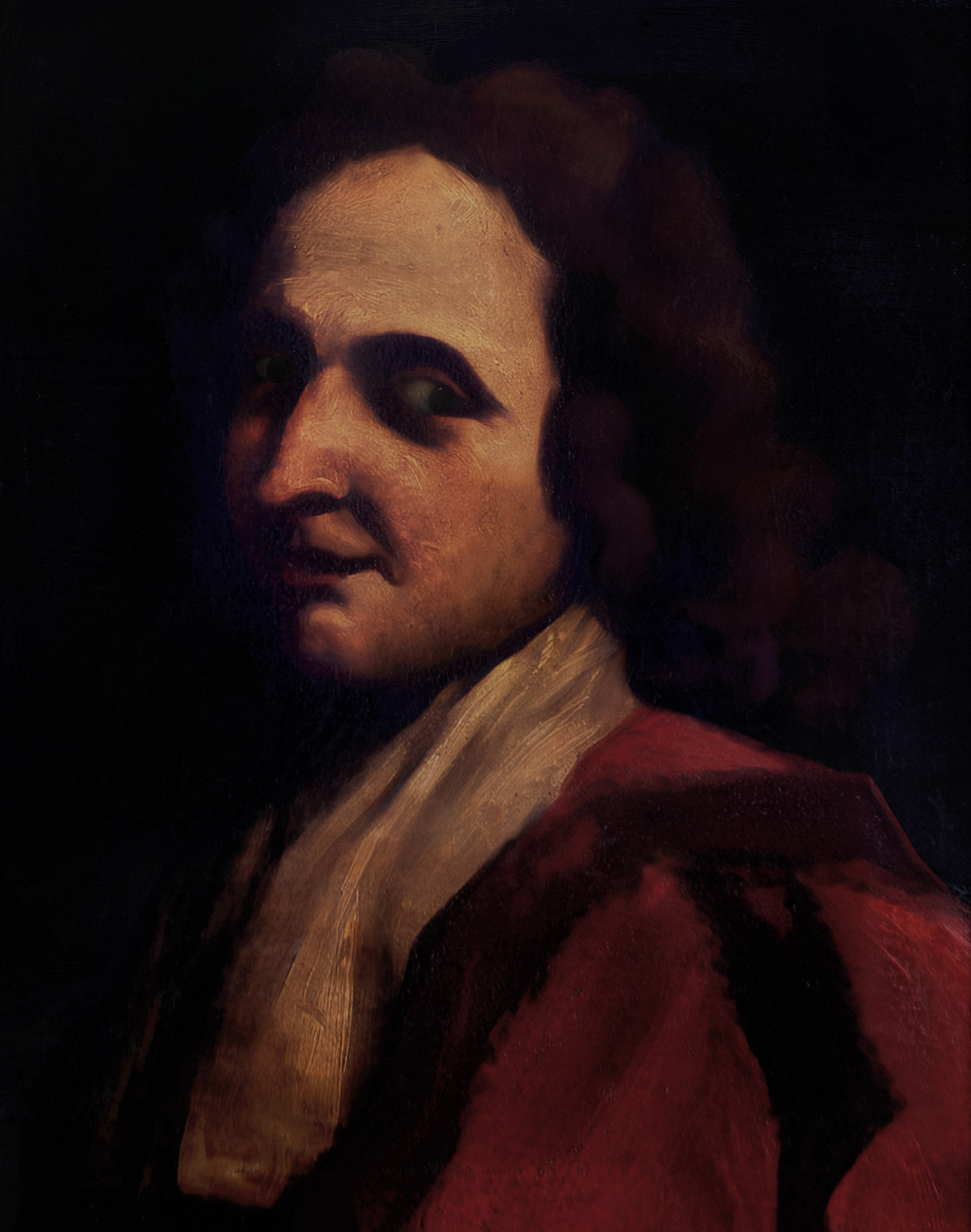
Pittore della Seconda metà del XVII secolo - Stefano Landi, tenore (1710)

Stefano Landi (Roma, 26 febbraio 1587 batt. – Roma, 28 ottobre 1639) è stato un compositore e cantore italiano appartenente alla scuola romana del primo barocco. Fu tra i principali compositori romani di melodramma del primo Seicento.

## Biografia
Battezzato il 26 febbraio 1587, Stefano Landi nel 1595 entrò come putto soprano al Collegio Germanico, forse sotto il magistero di Asprilio Pacelli.
Ricevette gli ordini minori nel 1599 e fu ammesso al Seminario Romano nel 1602. Negli Annali del Seminario di Girolamo Nappi è ricordato come compositore di una pastorale nel Carnevale nel 1607; nel 1611 il suo nome appare anche tra gli organisti e tra i cantori. In quegli stessi anni Agostino Agazzari era maestro di cappella al Seminario, ed è probabile che sia stato tra gli insegnanti di Landi. Nel 1614 e sino al 1617 Stefano Landi divenne maestro di cappella nella chiesa di Santa Maria della Consolazione.
Nel 1618 si trasferì e fu al servizio come maestro di cappella dell'arcivescovo di Padova, Marco Corner (poi cardinale), a cui dedicò una raccolta di madrigali a cinque voci pubblicata a Venezia nel 1619. Nello stesso anno stampò anche la sua prima opera, La morte d'Orfeo, musicalmente debitrice, almeno in parte, all'Eumelio di Agostino Agazzari, quest'ultima rappresentata a Roma nel carnevale del 1606 proprio al Seminario Romano.
Nel 1620 ritornò a Roma, dove trascorse il resto della vita. Tra i suoi mecenati si ha notizia del principe Paolo Savelli, del cardinale Ludovico Ludovisi, del cardinale Maurizio di Savoia e dei Barberini. Questi ultimi saranno i suoi contributori più importanti tra la fine degli anni 1620 e 1630. Il 29 novembre 1629 entrerà nel coro della cappella musicale pontificia come contralto.
Per la famiglia Barberini compose la sua opera più celebre, il Sant'Alessio, scritta su testo di Giulio Rospigliosi e rappresentata il 2 marzo 1631 con Marc'Antonio Pasqualini nel Palazzo Barberini.
Stefano Landi fu compositore attivo anche in campo sacro; pubblicò la raccolta salmi integri (1624) e una Missa in benedictione nuptiarum (1627) a 6 voci nello stile a cappella, composta per le nozze tra Taddeo Barberini e Anna Colonna. Pubblicò anche otto raccolte di arie tipiche dello stile concertato.
Alla sua brillante carriera contribuì, oltre che l'originalità compositiva, la capacità di intessere e mantenere ottime relazioni con esponenti delle maggiori famiglie aristocratiche al mutare delle situazioni politiche della corte di Roma.
Nel marzo 1636 cominciò a manifestare problemi di salute ed abbandona il servizio come maestro di cappella del cardinale Maurizio di Savoia a Roma. 
Il 26 ottobre 1639, due giorni prima di morire, Landi dettò le sue ultime volontà. Fu il primo a essere seppellito nella tomba comune dei cantori pontifici nella Chiesa Nuova. Nell'inventario dei beni ereditari è registrata una notevole quantità di musica, sia manoscritta sia stampata, oltre che diversi strumenti musicali.
Il Sant'Alessio ha avuto la prima al Festival di Salisburgo nel 1977 diretta da Peter Maag con Edita Gruberová, Claudio Desderi, Raffaele Arié ed il Coro del Wiener Staatsoper.

## Personalità artistica
Il primo libro di madrigali a cinque voci e basso continuo è rispettoso del linguaggio musicale del tardo XVI secolo, dal quale si distingue essenzialmente per l'adozione del basso continuo, del resto ormai largamente utilizzato dai compositori.
La Missa in benedictione nuptiarum, scritta per i cantori pontifici, pur presentandosi nel consueto organico senza strumenti – all'epoca peculiare di quella cappella – non ricalca lo stile arcaico del passato, evidenziando un linguaggio compositivo ricco di elementi esornativi.
La morte d'Orfeo è tra i primi importanti melodrammi italiani, e anche il primo su soggetto profano, a essere rappresentato a Roma.

## Attribuzione spuria del branoPassacaglia della vita
Il suo nome è spesso associato, in modo improprio, alla composizione classica Passacaglia della vita, ma  nessuna attribuzione a Landi appare plausibile né possibile, essendo priva di qualunque fondamento scientifico. 
Tale brano, infatti, compare come opera anonima nella raccolta Canzonette/ Spirituali e Morali, /che si cantano nell'Oratorio di/ Chiavenna, eretto sotto la/ Prottezione di S. Filippo Neri./ Accomodate per cantar à 1.2.3. voci come/ più piace, con lettere dellaChitarra/ sopra Arte communi, e nuove date in/ luce per trattenimento Spirituale/ d'ogni persona. IN MILANO, Per Carlo Francesco/ Rolla Stampatore vicino al Verzaro,/ con licenza de' superiori./ 1657.
L'equivoco nasce dal fatto che la composizione è stato inserita in un compact disc monografico Landi: Homo fugit velut umbra..., dedicato allo stesso musicista, registrato dal complesso L'Arpeggiata di Cristina Pluhar (Chandos Records, 2002, numero di catalogo: ALPHA 020). Tuttavia, nel sommario dell'incisione, il brano è correttamente indicato come opera di autore anonimo, e non di Stefano Landi (Homo fugit velut umbra (anonyme) 4’13 - Passacaglia della Vita - Passacaille de la vie - Passacaglia of Life). 
Ciononostante, l'inserimento in un disco monografico dedicato ha favorito l'erronea attribuzione al musicista.
Ha ispirato il brano Passacaglia, quinta traccia, e singolo di lancio, dell'album Apriti Sesamo (2012) del cantautore Franco Battiato, scritto insieme al filosofo Manlio Sgalambro.

## Opere

### Drammi
- La morte d'Orfeo op. 2 (tragicommedia pastorale, 5), rappresentato nel Veneto? 1619 (Venezia, 1619);
- Il Sant'Alessio (dramma musicale, libretto di G. Rospigliosi), Roma, Palazzo Barberini ai Giubbonari, 2 marzo 1631 o 18 febbraio 1632; Palazzo Barberini alle Quattro Fontane, 1634.

### Musica sacra
- Psalmi integri, Roma, 1624;
- Missa in benedictione nuptiarum, Roma, 1628;
- 1 Messa a 5 voci e basso continuo;
- Mottetti, editi nel 1616, 1621, 1625.

### Musica profana
- Madrigali… libro primo, Venezia, 1619;
- Arie, a una voce e basso continuo, Venezia, 1620;
- Il secondo libro d'arie musicali, Roma, 1627;
- Il quinto libro d'arie, Venezia, 1637;
- Il sesto libro d'arie, Venezia, 1638;
- Varie arie, duetti, dialoghi.

## Discografia
- 1996 - Il Sant'Alessio, Les Arts Florissants, dir. William Christie (Erato)
- 1996 - La morte di Orfeo. Tragicomedia pastorale, Tragicomedia & Currende, dir. Stephen Stubbs (Accent, 2CD)
- 2002 - Homo fugit velut umbra, L'Arpeggiata, dir. Christina Pluhar (Alpha)

## Video
- 2008 - Il Sant'Alessio, Les Arts Florissants, dir. William Christie (DVD Virgin Classics)